# Paul Radmilovic
Paolo Francesco Radmilovic, detto Paul (Cardiff, 5 marzo 1886 – Weston-super-Mare, 29 settembre 1968), è stato un nuotatore e pallanuotista britannico, vincitore di quattro medaglie d'oro alle olimpiadi di Londra 1908, Stoccolma 1912 e Anversa 1920.
Partecipò alle gare di nuoto dei Giochi olimpici intermedi di Atene del 1906, gareggiando nelle gare dei 100m stile libero, partecipando alla finale, classificandosi quarto, e dei 400m stile libero, piazzandosi quinto. Gareggiò anche nella gara del 1 miglio stile libero, ritirandosi in finale.
Due anni dopo, prese parte alle gare di nuoto e di pallanuoto  dei Olimpiadi estive di Londra del 1908, gareggiando nelle gare dei 100m stile libero, venendo eliminato in semifinale, e dei 400m stile libero, eliminato anche in questo caso in semifinale, piazzandosi terzo. Partecipò anche alla staffetta 4x200 metri stile libero, vincendo, con la squadra inglese, la medaglia d'oro, stabilendo il record mondiale in 10'55"6, oltre che dei 1500m stile libero, venendo eliminato al primo turno, dopo aver nuotato in 25'02"4.
Con la squadra inglese, gareggiò nel torneo di pallanuoto, vincendo la medaglia d'oro, dopo aver vinto la squadra belga per 9-2.
Nel 1912, partecipò alle gare di nuoto e di pallanuoto delle Olimpiadi estive di Stoccolma, gareggiando nelle gare dei 100m stile libero, arrivando quinto nei quarti di finale, nuotando in 1'19"0, e, sempre con la squadra inglese, nel torneo di pallanuoto, conquistando la medaglia d'oro, battendo in finale la squadra austriaca per 8-0.
Otto anni dopo, prese parte di nuovo alle gare della pallanuoto delle Olimpiadi estive di Anversa del 1920, vincendo un'altra medaglia d'oro olimpica, battendo in questo caso la squadra belga per 3-2. Partecipò anche ai tornei di pallanuoto dell'Olimpiade del 1924 e del Olimpiade del 1928, uscendo al primo turno nella prima e classificandosi quarto nella seconda.

## Palmarès
In carriera ha conseguito i seguenti risultati:
- Giochi olimpici

Londra 1908: oro nella 4x200 stile libero e nella pallanuoto.
Stoccolma 1912: oro nella pallanuoto.
Anversa 1920:oro nella pallanuoto.